# Lincoln Center (Kansas)
Pour les articles homonymes, voir Lincoln Center.
La ville de Lincoln Center est le siège du comté de Lincoln, situé dans l’État du Kansas, aux États-Unis. Sa population s’élevait à 1 297 habitants lors du recensement de 2010, estimée à 1 229 habitants en 2016.

## Histoire
Lincoln Center a été fondée en 1870 et incorporée en 1879.

## Source
- (en) Cet article est partiellement ou en totalité issu de l’article de Wikipédia en anglais intitulé « Lincoln Center, Kansas » (voir la liste des auteurs).